# Салливан, Обед
Обед Салливан (англ. Obed Sullivan; род. 17 января 1968, Галфпорт, штат Миссисипи, США) — американский боксёр-профессионал, выступавший в тяжёлой весовой категории. Чемпион северной  америки по версии NABF (2001).

## Профессиональная карьера
Салливан дебютировал на профессиональном ринге в 1992 году.
В начале карьеры проиграл по очкам  Джонатану Гранту. После этого боя Салливан не проигрывал до ноября 1997 года.
7-й поединок свёл вничью против более опытного оппонента, Ахмеда Абдина (13-0-1).

### 1995-1996
В январе 1995 года победил раздельным решением судей Леви Билапса.
В июне 1995 года Салливан нокаутировал Куртиса Шепарда (15-1) и завоевал вакантный интерконтинентальный титул по версии IBF.
В июле 1995 года Салливан встретился с Мартин Фостер. Бой закончился в 8 раунде и был признан несостоявшимся.
В сентябре 1995 года победил техническим нокаутом в 4 раунде  Томаса Уильямса (15-1).
В декабре 1995 года победил решением большинства судей Мариона Уилсона (8-17-3)
В январе 1996 года победил техническим нокаутом в  5 раунде Терри Дэвиса (31-7-2).
В апреле 1996 года Салливан встретился с Бастеома Матисом-младшим. Бой закончился в 5 раунде из за случайного столкновения головами и был признан несостоявшимся.
В июле 1996 года Салливан встретился с Джеймс Гейнс. Салливан победил решением больниства судей.
В августе 1996 года во второй раз встретился с Мартин Фостер. Салливан победил  нокаутом в 3 раунде.

### 1997- 2001
В начале 1997 года Салливан выиграл 5 боёв.
В ноябре 1997 года Салливан встретился с непобеждённым Хасимом Рахманом. Рахман победил решением большинства судей.
В феврале 1998 года Салливан нокаутировал Кейта Макнайта (33-1).
В мае 1998 года Салливан встретился с непобеждённым Майклом Грантом. Салливан потерпел своё первое досрочное поражение техническим нокаутом в 9 раунде.
В декабре 1998 года Салливан проиграл близким раздельным решением судей Джесси Фергюссону.
В мае 1999 года в бою за вакантный титул NABA Салливан встретился с  Дерриком Джефферсоном.  Джефферсон победил раздельным решением судей одержал.
В августе 1999 года Салливан победил техническим нокаутом в 4 раунде Эверетта Мартина.
Затем досрочно выиграл ещё 3 поединка, и вышел на титульный поединок за титул чемпиона мира по версии WBO, с Виталием Кличко. Кличко победил техническим нокаутом в 9 раунде.
В 2000 году Салливан встретился с Дэвидом Туа. В начале 1-го раунда Дэвид загнал его в угол и послал в нокаут.
В ноябре 2000 года Салливан в бою за титулы WBO NABO встретился с Ларри Дональдом. В близком бою решением большинства судей была зафиксирована ничья.
В мае 2001 года в бою за титул NABF Салливан встретился с Шерманом Уильямсом. Салливан победил раздельным решением судей.
В сентябре 2001 года Салливан  встретился с Фресом Окендо. В этом бою Салливан серьезно повредил плечевую мышцу-вращатель  и проиграл нокаутом в 11-м раунде.
Из за травмы после этого боя,  Обед был вынужден надолго прервать тренировки и почти на 3 года ушёл из бокса.

### Возвращение
Обед вернулся в 2004 году, провёл 2 рейтинговых боя, и снова ушёл. В 2007 году провёл поединок поединок против дебютанта-джорнимена Джеймса Портара (3-9), и проиграл ему по очкам. После этого поединка Обед окончательно ушёл из бокса.